# Malinda Blalock
Sarah Malinda Pritchard Blalock (10 de marzo de 1839, o 1842, Condado de Avery, Carolina del Norte –9 de marzo de 1901, o 1903, Condado de Watauga, Carolina del Norte) fue una mujer soldado durante la Guerra de Secesión estadounidense. A pesar de que originalmente fue una simpatizante de la secesión, luchó con valentía en ambos bandos. Se alistó junto con su marido en el 26.º Regimiento de Carolina del Norte CSA, disfrazada de hombre con el falso nombre de Samuel Blalock. La pareja finalmente huyó cruzando las líneas confederadas y se unió a los guerrilleros de la Unión en las montañas de Carolina del Norte occidental. Durante los últimos años de la guerra, fueron audaces merodeadores, atormentando la región de los Apalaches. Hoy es una de las más recordadas mujeres soldado de la guerra civil.

## Primeros años
Sarah Malinda Pritchard nació el 10 de marzo de 1839, en el condado de Caldwell, Carolina del Norte— ahora parte del condado de Avery— en la abrupta región de Grandfather Mountain y moriría el 9 de marzo de 1903. Era hija de John y Elizabeth Pritchard, y la sexta de nueve hijos.

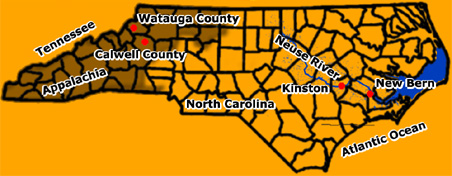
Puntos de interés de la vida de Malinda en Carolina del Norte.

De niña, Malinda Pritchard residió en el condado de Watauga —ahora también en el condado de Avery— que será su residencia principal hasta su muerte. Allí, asistió a la escuela local de una sola habitación.

## Matrimonio con Keith Blalock
Por entonces, se hizo amiga cercana de William McKesson Blalock, cuya familia era rival de la suya desde hacía cien años. Diez años mayor que Malinda, Blalock fue apodado "Keith" por un boxeador famoso en la época, debido a su habilidad en boxeo. Keith y Malinda se conocieron siendo escolares y a medida que crecían se fueron enamorando. En el políticamente turbulento año de 1861, con 19 años, Malinda se casó con William, causando un gran revuelo en ambas familias.

## Guerra de Secesión
Al estallar el conflicto, los habitantes de las comunidades rurales de Carolina del Norte occidental—en las montañas Apalaches— se dividieron en sus opiniones políticas. Diariamente, los vecinos argumentaban agresivamente unos contra otros, e incluso contra su propio pueblo. Por ejemplo, originalmente, Malinda expresó su simpatía por el derecho de secesión. En el lado político opuesto, Keith y su padrastro Austin Coffey eran radicales unionistas—incluso aunque Keit se oponía al presidente Lincoln- y habían planeado desertar en algún momento a la Unión. Los puntos de vista opuestos, aun así, no afectaron a su matrimonio.
Al tiempo, la 26.ª Infantería confederada de Carolina del Norte, comandada por el coronel Zebulon Vance, apareció en la región, para reclutar a los hombres más fuertes de aquellas comunidades. Keith empezó a planear una escapada a través de la frontera de sus enemigos políticos del sur. Sin embargo, dudaba si huir directamente hacia Kentucky o enrolarse temporalmente en el Ejército Confederado para desertar a través de las líneas enemigas más tarde.
Keith también consideró las consecuencias de una escapada inoportuna en Malinda. Espoleado por la buena paga ofrecida por servir a los "Grises", Keith confió en que  recibiría una pequeña comisión militar —al norte de Virginia, por ejemplo— desde donde sería fácil desertar al primer regimiento "yanqui" cercano. Por tanto, con llamativa actitud, acompañó a muchos de sus vecinos a la oficina de reclutamiento, firmando con la infantería confederada.

### Samuel Blalock
En vez de separarse de Keith, Malinda decidió huir con él alistándose también. En secreto, se cortó el cabello y vistió ropas masculinas. 
Temiendo por Malinda, Keith se aseguró de que todos los secesionistas locales le vieran partir de su ciudad natal con los confederados. Aun así, cuando llegó a la reunión de alistamiento en la estación de ferrocarril de la ciudad, alguien empezó a andar a su lado, un recluta misterioso que llevaba una gorra de soldado, pequeño y de rasgos delicados. Sorprendido, reconoció a Malinda, su esposa.
Malinda fue oficialmente registrada el 20 de marzo de 1862 en Lenoir, Carolina del Norte, como Samuel "Sammy" Blalock, presuntamente el hermano menor de Keith, de 20 años. Este documento y sus papeles de baja han sobrevivido convirtiéndose en uno de los pocos registros conservados de la presencia de mujeres soldado en Carolina del Norte, de las muchas que se cree que pudieron servir bajo identidad masculina en el ejército.

### Vida militar
Un primer revés que terminó con su plan inicial, fue que antes de su llegada, el 26.º había librado su mayor batalla, que resultó en que la Unión perdió la ciudad de New Bern en Carolina del Norte oriental. Por tanto, en vez de mudarse al frente de batalla en Virginia, se quedaron estacionados—lejos de la frontera norte— en Kinston, Carolina del Norte, en el río Neuse. 
Con su identidad falsa, Malinda era un buen soldado. Uno de los cirujanos asistentes, llamado Underwood, señaló que "su disfraz nunca fue revelado. Ejercía e hizo los deberes de un soldado como cualquier otro miembro de la compañía, y era muy hábil en aprender el manual y el ejercicio".
Keith mantuvo el secreto compartiendo con ella la rudeza de la vida militar, como vivir en tiendas de campaña. Más tarde, se convirtió en un respetado sargento titulado, ordenando entonces a Malinda "permanecer cerca de él". Lucharon juntos en tres batallas.

### La deserción
En abril de 1862, el escuadrón de Keith recibió la orden de llegar a la zona del río Neuse y vadearlo en la noche, para detectar cualquier puesto enemigo de vigilancia. Su objetivo final era rastrear la ubicación de un regimiento de la Unión en particular, comandado por el general de los EE. UU. Ambrose Burnside.
En cierto momento durante la misión, se desató una dura escaramuza. La mayoría del escuadrón de Keith retrocedió a la seguridad, cruzando el río Neuse. Sin embargo, después de reagruparse se encontró que "Samuel" faltaba. Keith regresó rápidamente al campo de batalla. Encontró a Malinda aferrada a un pino, sangrando profusamente, con una bala alojada en su hombro izquierdo.
Tan deprisa como pudo, Keith llevó en brazos a Malinda hasta el 26.º. La depositó en la tienda de enfermería donde fue atendida por su cirujano, Dr. Thomas J. Boykin. La bala fue extraída exitosamente, pero el verdadero género del soldado "Samuel" salió a la luz. 
Keith obtuvo la promesa de Boykin de que les dejaría algo de tiempo antes de informar. Desesperado, Keith se internó en el bosque, hasta un campo cercano de hiedra venenosa. Se quitó la ropa y se revolcó por encima, durante casi media hora. 
Por la mañana, sufría fiebre persistente mientras su piel aparecía inflamada y llena de ampollas. Keith dijo a los doctores que tenía una enfermedad recurrente que tal vez fuera altamente contagiosa, añadiendo padecer también una hernia. Temiendo un brote de viruela, los doctores dieron el alta del regimiento a Keith rápidamente y lo confinaron a su tienda.
Aun así, Malinda quedaría varada en el campamento porque su herida no se consideró suficiente como para retirarla. Decidió afrontar al coronel Vance ofreciéndose como voluntario para ayudar al sargento enfermo Keith en su regreso a Watauga. La respuesta de Vance fue un claro "no", comunicando a "Samuel" que en cambio "sería su nuevo ordenanza personal". 
Entonces Malinda decidió confesar a Vance la verdad. La primera reacción de Vance fue de incredulidad, llamando al cirujano y comentando jocoso: "¡Oh, cirujano, tengo un caso para usted!" Aun así, para su sorpresa este corroboró la seriedad de la declaración de Malinda. Inmediatamente, Vance dio de baja a "Samuel" y reclamó la restitución de "su" recompensa de 50 dólares por el alistamiento.

## Merodeadores
Malinda y su marido regresaron a Watauga. Una vez allí, sin embargo, Keith fue pronto requerido por las fuerzas confederadas locales, lo que exigió que se alistara de nuevo—después de recuperar la salud— y regresar al frente. De lo contrario, podría ser juzgado por las nuevas leyes confederadas de reclutamiento militar.
Por tanto, Malinda y Keith huyeron otra vez, hacia Grandfather Mountain. Allí, encontraron más desertores locales en la misma condición, y se quedaron con ellos hasta que el ejército confederado interceptó al grupo, hiriendo a Keith en un brazo.
Malinda y Keith se trasladaron entonces a Tennessee, donde se unieron al 10.º de Caballería de Míchigan del coronel George Washington Kirk, quién más tarde sería sucedido por el general George Stoneman. Durante algún tiempo, Keith realizó tareas administrativas como oficial de reclutamiento. 
Sin embargo, la pareja decidió entrar de nuevo en acción, esta vez para el bando de la Unión, uniéndose a los escuadrones de guerrilla voluntarios del coronel Kirk que estaban llevando a cabo algunas misiones de exploración y ataque en toda la región de los Apalaches en Carolina del Norte.
Siempre con Malinda al lado, Keith comenzó en Blowing Rock, Carolina del Norte, como uno de los líderes de la ruta de escape de Watauga. Un camino de huida de la prisión confederada de Salisbury, Carolina del Norte, la más grande  del estado. Keith guiaba a los soldados prisioneros de la Unión fugados hasta la seguridad en Tennessee. A partir de 1863, las escaramuzas contra las fuerzas enemigas de patrulla por la región fueron cada vez más duras. 
La guerrilla de Keith a favor de la unión empezó entonces a atormentar el condado de Watauga sin piedad. Porque cada vez que eran humillados por los leales al sur, los forajidos irrumpían en sus granjas, robando y asesinando. Desde los Apalaches, pronto fueron temidos en el estado entero.
Los vigilantes confederados asesinaron entonces al padrastro de Keith, Austin Coffey, y a uno de sus cuatro hermanos Austin (William), mientras otros dos sobrevivieron al ataque. Los Coffey habían sido traicionados por algunos lugareños que después de la guerra Keith encontraría y mataría.
Durante la guerra, algunas de las más famosas acciones de Malinda y Keith fueron dos incursiones a la granja de la familia Moore en el condado de Caldwell, a finales de 1863. Uno de los hijos de Moore, James Daniel, era el oficial del 26.º que los había reclutado inicialmente. En la primera incursión, Malinda fue herida en un hombro. Durante la segunda, el hijo de Moore estaba en casa, recuperándose después de la Batalla de Gettysburg, mientras Keith recibió un disparo en un ojo y lo perdió.
Durante los ataques guerrilleros, Keith perdió también el uso de una mano. También asesinó a uno de sus tíos que se había unido a la Confederación.

## Vida posterior
Después de la guerra, Malinda y Keith regresaron a Watauga, para vivir el resto de sus vidas como granjeros, con sus cuatro hijos. Durante un tiempo, tuvieron problemas para obtener la pensión del gobierno de Keith. Posteriormente, se unieron al Partido Republicano donde, en 1870, Keith optó sin éxito por un puesto en el Congreso de los Estados Unidos.
Sarah Malinda Pritchard Blalock murió de causa natural en 1901, a los 59 años, mientras  dormía. Fue enterrada en el Montezuma Cemetery del condado de Avery. Muy afectado, Keith se trasladó a Hickory, Carolina del Norte, llevándose consigo a su hijo Columbus.
El 11 de abril de 1913, Keith murió en un accidente de ferrocarril. Perdió el control de su vagoneta de mano en una curva, y resultó aplastado. Fue enterrado junto a Malinda en el Montezuma Cemetery. En su lápida de piedra se lee: "Keith Blalock, Soldado, 26.º N.C Inf., CSA."